# Helge Adolphsen

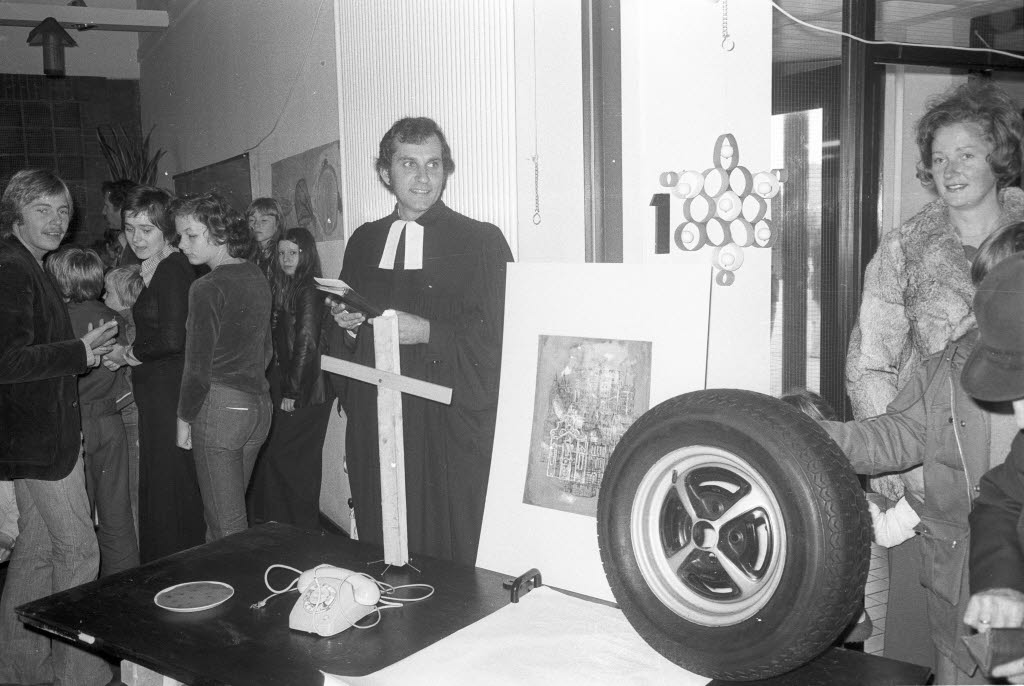
Helge Adolphsen 1975 in der Paul-Gerhardt-Kirchengemeinde in Neumühlen-Dietrichsdorf

Helge Adolphsen (* 10. Oktober 1940 in Schleswig) ist ein lutherischer Theologe und langjähriger Hauptpastor an St. Michaelis in Hamburg.

## Leben und Wirken
Helge Adolphsen begann seinen kirchlichen Werdegang 1968 mit der Übernahme einer Gemeindepfarrstelle in Kiel-Neumühlen-Dietrichsdorf. Von 1979 bis 1981 war er zugleich Stellvertreter des Propstes in Kiel.
1981 wechselte Adolphsen in die Militärseelsorge und wurde für sechs Jahre Evangelischer Wehrbereichsdekan I in Kiel.
Im Jahre 1987 übernahm er von Hans-Jürgen Quest das Amt eines Hauptpastors am Hamburger Michel und übte diese Tätigkeit 18 Jahre lang bis zu seiner Emeritierung im Jahre 2005 aus. Sein Nachfolger wurde Alexander Röder.

## Andere Funktionen
- Präsidiumsmitglied von New Generation

## Publikationen
Helge Adolphsen publizierte zahlreiche Beiträge zu Predigtstudien und Lebensfragen, u. a.
- Lob des Lebens. Vom Sinn der reifen Jahre.